# 香港十年股災週期
香港十年股災週期是一個在香港流傳的都市傳奇，指香港的證券市場每隔大約十年就會出現一次大型股災。

## 理論基礎
「十年股災週期」的預測是基於美國杜瓊斯指數的歷年走勢而推斷。現時不少有關國際融資(International Finance)的教科書都有在課本的結尾附上杜瓊斯指數歷年的走勢，而這個走勢表有一個很明顯的十年週期。由於國際股市息息相關，每當美國股市出現比較大的波幅時，都會影響其他證券市場。因此，每當香港出現股災之時，在國際證券市場亦往往有利淡因素間接促成。

## 歷次相關的事件
以下事件都被認為與這個週期有關，香港股市跌幅達五成或以上：
- 1960年代：1967年股災 （1967年香港暴動）
- 1970年代：1973年股災 （「置地飲牛奶」事件）
- 1980年代：1981年股災（中英會談陷入僵局，戴卓爾夫人在人民大会堂外摔了一跤）、1987年股災 （黑色十月環球股災）
- 1990年代：1997年亞洲金融風暴
- 2000年代：2008年股災（美國次按危機，金融海嘯，信貸泡沫爆破，雷曼兄弟迷你債券事件）
- 2010年代：2010年年初歐洲主權債務危機

## 2000年代股災預測
不少人都會根據一些特徵來預測股災的出現。那些人當中很多都預測2007年香港將會發生下一次大型股災，但也有人對此表示不同意。以下是四種推斷：

### 股市特徵
有人指出2007年香港股市的特徵（恆生指數一個半個月內上升近四成（八千點）、散戶瘋狂認購新股等）與歷次股災前的特徵相似，因此估計2007年將會有機會發生一次大型股災。

### 生活特徵
又有人指，自從1973年的股災開始，每逢香港傳媒提出「魚翅撈飯」或「借錢炒股」的論調，就會是股災出現的先兆，因為大眾都被股市的升幅沖昏了頭腦，而預期股市只會繼續升。2007年，又開始出現有人重提要過「魚翅撈飯」的日子；而在同年9月至10月多隻新股排隊上市，有不少排隊的師奶指自家的子女說：「即使借錢抽新股也值得」。因此有人提出要當心股市走勢。

### 社會特徵
升市往往以大量群眾參與結束，街頭巷尾均有人談論股市，很多從來沒有投資的人也四處打聽股市貼士，以前有所謂「中環擦鞋仔向客戶介紹股票」，今日則是傳媒鼓吹炒股發達的故事，最典型的事例是吹捧「少年股神」及「師奶炒股發達」。

### 時間特徵
1987年10月及1997年10月香港均爆發大型股災，因此由此推論，2007年10月有一定機會爆發大型股災。雖然最終在一年後(2008年)才爆發，但巧合地也是在10月發生。

## 2000年代股市概況

### 2006年
恆生指數在2006年5月8日創出17,328.43點，是自科網泡沬爆破以來的新高，其後由於美股下跌拖累，在1個多月後的6月13日，最低曾下跌至15,204.86點，共下跌了2,123.57點，或12.25%。最後還是像2004年上半年的一次中期調整，當時恆生指數3個月內由14058.21點下跌至10917.65，共下跌3,086.56點，或22.34%。到12月，更升穿20000點。全年升了超過5000點，而市場也猜測2007年會否出現股災。

### 2007年
恆生指數在2007年7月26日創出23,557.74點新高，其後由於美國次級按揭問題帶來的信貸危機，引發美股下跌拖累，在7月27日下跌了641.28點，在8月更一度下跌近1000點。像同年3月的一次調整，當時恆生指數8日內由20,809.23點下跌至18,664.65，共下跌2,144.58點。到7月，更升穿23,000點。4個月內升了接近5000點。截至8月17日中午，恆生指數共下跌了3573點。當日恆生指數中午收市暴跌688.75點，到下午更跌逾1200點，一度跌穿250天平均線(一般推測如果跌穿這條線就是熊市，升穿這條線就是牛市)。不過，由於可能部份中國和香港投資者趁低入市，所以出現「V」形轉向，奇蹟反彈1,000點,收市報20,387點,只跌285點。在8月20日，中國大陸宣布開放大陸投資者來港參與金融買賣（港股直通車），港股受此消息刺激，當日急升1208點。其後恆生指數節節上升，至10月29日收市已累積升了超過一萬一千點（約五成半）。
但在10月3日，恆生指數創下28,871.04點的歷史新高後大幅倒跌，收市報27,479.94點，距離最高位近1,400點。美國杜瓊斯指數於10月19日大跌366點，使恆生指數於10月22日跌1091.42點，收市報28,373.63點。但一個星期後，在10月29日，恒生指數承接美股在之前一個週五的升勢，以及受惠港幣強勢的資金不斷流入，大舉衝破31,000點關口，收市報31,586.90點，升1181.68點，以點數來計算，為港股史上第四大升市，翌日盤中更高見31958.41點新高。當日，港股市值衝破23萬億。整個十月，恒生指數出現多個交易日出現單日轉向，而且波幅往往達到數百至千多點，令香港不少股民感到高處不勝寒。

### 2008年
是年香港發生兩次股災。第一次股災發生在1月中下旬，由於法興違規交易事件導致外圍大幅下跌，恒指自1月初的27,800點跌至1月22日的21,700點，共跌了6,000多點(曾於一日內跌2000多點)。美國次級按揭問題帶來的信貸危機遂漸升級，恒指於年內持續向下，雖然期間曾反彈至26,000點，但無力以繼，9月時更跌穿20,000點。9月15日，雷曼兄弟破產引發金融海嘯，恒指於雷曼爆煲前的19,352點，短短三日內一度跌至16,200點，但其後數天又反彈至19,000點水平。隨著市場恐慌加深，恒指踏入10月跌勢加劇，先後跌穿16,000，15,000，14,000，13,000，12,000點關口，更一度低見10,676點。雖然年內最後兩個月有所反彈，但每次上到15,000點均無以為繼，最後以14,387點作結，全年共跌了48.1%，為1974年以來最差。

### 2009年
在本年的首個交易日和牛年的首個交易日(年初五)，恆指皆有紅盤裂口高開，年初紅盤高開暗示全年股市將會報升(除1999年開出黑盤外)，更有趣的是，「逢九必升」的言論就更加靈驗，「逢九必升」的意思是股市在凡是以9作結的年份(如1989、1999等)皆會錄得升幅，但是恆指在3月9日因受匯控供股消息影響而跌至11344.58點，較年初時下跌了超過3000點，屆時有不少人認為今年會打破「逢九必升」的傳統(1979,1989和1999的恆指皆錄得升幅)。但此後恆指節節上升，消除了「逢九必升」的傳統將被打破的疑慮，但當時很多人認為恆指年底不能升穿兩萬點，在7月下旬，恆指成功於兩萬點之上收市，消除了年初時對股市在本年的憂慮，更有人預測恆指年底會升至23000-24000點作結，如果屬實，本年將成為恆指以點數計升幅最多的一年，並視為另一個牛市的開始，而下一次較大型的股災預計將於2017年至2018年發生。最終2009年最高只得22593點，預測沒有成真。

## 2010年代股災預測
根據恆指已於2009年中進入另一個牛市和每十年會發生一次大型股災的言論，藉此預計下次大型股災將於2017年或2018年發生。

### 可能造成2010年代股災的因素
- 2015年中國股災
- 2018年中美貿易爭端
- 美國聯儲局在2018年多次加息
- 2018年土耳其貨幣和債務危機
- 反對逃犯條例修訂草案運動
- 2019冠状病毒病疫情

### 時間特徵
根據每十年會發生一次大型股災的言論進行推測，預計在2017年至2020年間，香港將會發生另一次的大型股災。

### 2017－2018年
2017年恒指一直上升8114點，年尾十二月盤中更加曾經突破30000點大關，有如十年前2007年的情況。翌年一月更加創下歷來最高點，惟二月受到外圍股市拖累，美股月首兩度急跌逾一千點，五日暴瀉8.88%並進入調整區，外界視之為一場小型股災。亞洲股市亦受此影響而骨牌式下跌，恒生指數下挫9.6%。根據十年股災週期理論，恒生指數或會在今年出現大股災；結果一如所料，恒生指數在2018年在受到中美貿易戰的拖累下從高位累跌約4000點作結，並創下歐債危機以來的最差的一年。

## 參看
- 香港股災